# Álvaro de Cadaval
Álvaro de Cadaval (Tuy, 1505 - Santiago de Compostela, 1575) fue un humanista español, conocido también como Cadavalo Gravio, nombre con el que a veces firmaba.
Era poeta, latinista y helenista. Ramón Otero Pedrayo le considera el mejor representante del Renacimiento en Galicia.
Ocupó el cargo de primer catedrático de gramática de la Universidad de Santiago entre 1542 y 1545 (no están claras las razones por las que tuvo que abandonar la cátedra, pero él mismo confiesa que huía de furibundos enemigos). Desde 1550, y de forma continuada entre 1559 y 1563 mantuvo una escuela de latinidad en Orense. Desde 1563 residía en Portugal, protegido por el obispo de Oporto y la corte de Lisboa. Mantuvo una escuela en Viana do Castelo y estuvo vinculado a la Universidad de Coímbra. Ocasionalmente volvía a Santiago, por lo que se le considera una especie de embajador literario entre Galicia y Portugal. Fue acusado de herejía por la Inquisición de Lisboa, pasó unos meses preso y fue liberado (1565-1566). En 1570 opositó por segunda vez en Santiago, ganando la Cátedra de Medianos, que ejerció hasta 1573, cuando se vio obligado a abandonarla por razones de salud.
Al final de su vida enloqueció, muriendo pobre. Se conserva un inventario testamentario de sus bienes (7 de marzo de 1575): Catorze cucharas de palo y una escobilla vieja. Un pedaço de una red de pescar. Iten una espada. Unos çapatos de nino, además de libros, entre los que se encontraban textos de Ovidio, Platón, Tito Livio y Homero en latín y griego.

## Obras
- De magno atque universalle cathaclismo, o Ichthyotyrannis (1563-1565), poema en hexámetros sobre el Diluvio Universal, que mezcla en relato del Génesis con las Metamorphoseon de Ovidio (episodio de Deucalión).

- Pythiographia, epyllion alargado sobre la metamorfosis de Pitis en pino, imitando la de Dafne en las Metamorphoseon de Ovidio.

- Comentario al Arte de Elio Antonio de Nebrija.

- Apotheosis (1565), miscelánea de prosa y verso.[3]

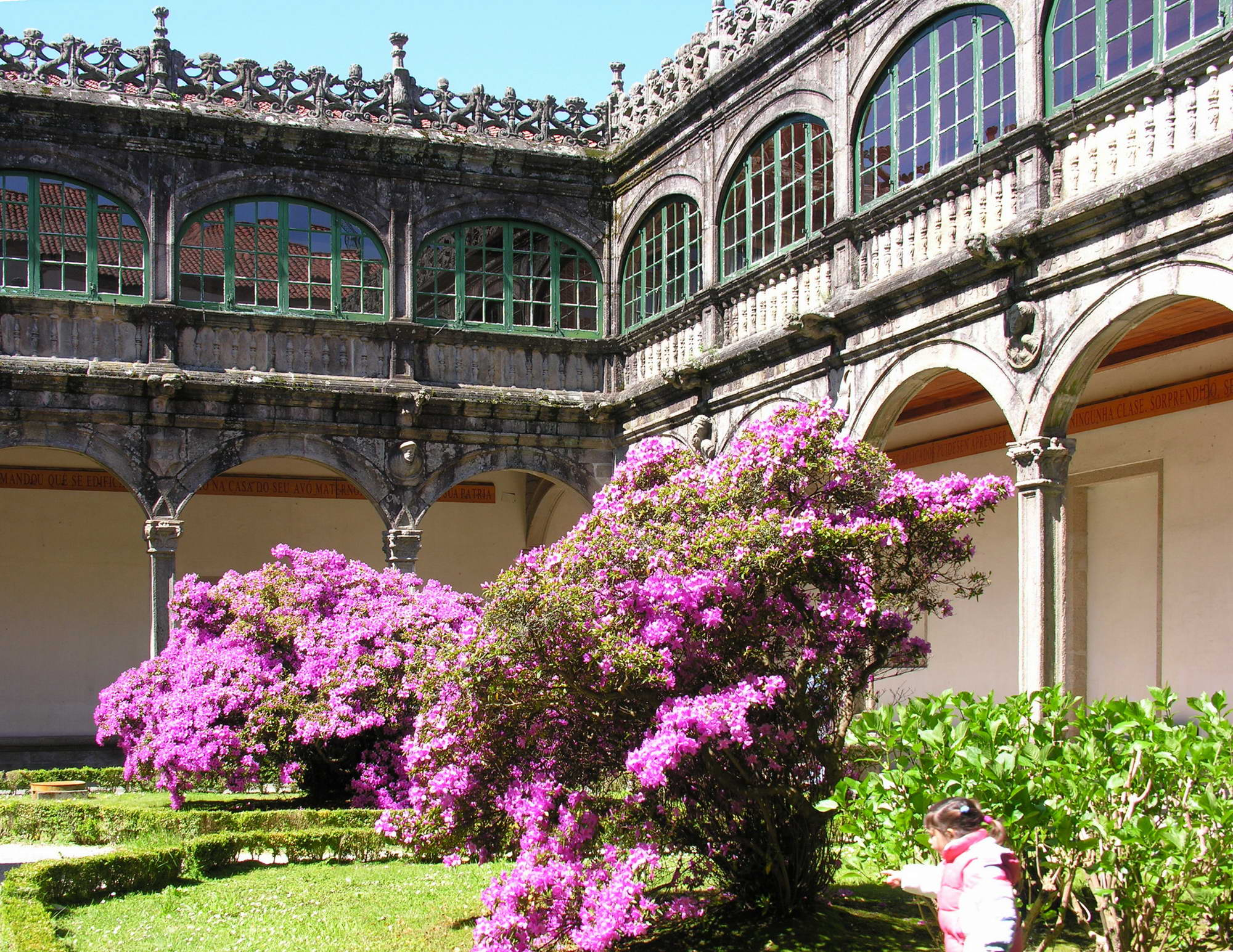
Claustro del Pazo de Fonseca.

## Inscripción
Una inscripción epigráfica latina en el Pazo de Fonseca (Colegio de Santiago Alfeo o Colegio Nuevo, actualmente ocupado por el Rectorado de la Universidad de Santiago), del año 1544, está firmada por él:

Carolo Caesare cum matre regnantibus Alfonsus Fonseca illustris antea Compostelanus demum vero Toletanus archipraesul ad decorem patriae et ut studiosi absque sumptu discere possent gimnasium hoc in avi materni aedibus extruere curavit. Morte vero praeventus Lupo Santio de Ulloa archidiacono rectori perficiendum ex b. testamento reliquit. Qui obiit pridie Nonas Februarii anno Domini millesimo quigentesimo trigesimo quarto, aetatis quidem suae sexagesimo.

Nunc magis atque magis Gallaecia fulget alumno
qui dedit hunc patriae tantum generosus honorem.
Sanctius ipse Lupus propia de stirpe creatus
ut Musis gratum faceret tenebrasque fugaret
omnibus hoc breviter complevit amabile munus
quo populus merito, proceres et concio tota
innumeras tanto grates pro lumine reddunt.
Cadaval hec